# Ematurga unimarginata
Ematurga unimarginata là một loài bướm đêm trong họ Geometridae.